# Bursera spinescens
Bursera spinescens är en tvåhjärtbladig växtart som beskrevs av Urb. & Ekman. Bursera spinescens ingår i släktet Bursera och familjen Burseraceae. Inga underarter finns listade i Catalogue of Life.